# Bagdad. Erinnerungen an eine Weltstadt
Bagdad. Erinnerungen an eine Weltstadt ist ein Buch von Najem Wali, das er zwischen dem 16. Oktober 2012 und dem 4. November 2013 verfasste. Es wurde von Hartmut Fähndrich aus dem Arabischen ins Deutsche übersetzt und erschien 2015 im Carl Hanser Verlag. Der arabische Originaltitel des Buches lautet بغداد، سيرة مدينة / Baġdād, sīrat madīna / ‚Bagdad, Biographie einer Stadt‘.

## Inhalt
Nach 23 Jahren im Exil war Najem Wali, der sich als Student weigerte, in die Baath-Partei einzutreten, erstmals nach Bagdad zurückgekehrt. Bis 2003 waren seine Bücher im Irak verboten. In 34 Kapiteln erzählt Najem Wali, wie er sich als Kind Bagdad vorstellte, als seine Eltern in Amâra im Südirak wohnten, wie er Anfang der 1970er Jahre in Bagdad Deutsche Literatur studierte, sich verliebte und auf der Suche nach geeigneten Liebesnestern erfindungsreich ist, wie er zum Militärdienst eingezogen wurde, dann 1976 für zwei Monate mit 200 Dollar und ein paar Adressen von Exil-Irakern in der Tasche nach Paris flog, um Filmregie zu studieren, aber bald auf deren Rat hin nach Bagdad zurückkehrte, im Februar 1980 hinter den Mauern der Asbak-Moschee gefoltert wurde, und bei Beginn des Iran-Irak-Kriegs als 24-Jähriger schließlich mit falschen Papieren außer Landes in Richtung Istanbul und Westdeutschland floh.
Bis er als sechsjähriger Junge im Mai 1962 tatsächlich zusammen mit seinem Vater nach Bagdad fuhr (Kapitel 9), hatte er sich die Stadt zunächst anhand von Postkarten ausgemalt, die der Vater ihm und seiner Mutter aus dem 350 km entfernten Bagdad sandte, wo er gelegentlich als Ferntaxifahrer hinfuhr und Anfang der 1960er Jahre die Schallplattenläden und Cafés genoss. Seit Mitte der 1950er Jahre waren in Bagdad international renommierte Architekten tätig: Die von Frank Lloyd Wright entworfene Oper wurde gebaut, die Gebäude der Universität Bagdad stammen von Walter Gropius, Alvar Aalto schuf die Hauptpost, nach Entwürfen von Le Corbusier wurde die Sportstadt angelegt und Gio Ponti war beauftragt worden, den Palast für den Planungsrat am Tigrisufer neben der Brücke der Befreiung zu errichten. Seit dem Putsch 1963 durch die Baath-Partei sah sich Najem Wali gezwungen, seine Phantasie zu nutzen, um Bagdad, das nach und nach seine Seele verlor, vor dem Untergang retten.
Wali habe während seines Literaturstudiums in Bagdad auch unter den Philologen finstere Gestalten angetroffen: „ostdeutsche Geheimdienstler, lateinamerikanische Folterknechte, die eine wachsende Spanisch-Abteilung besuchten, um sich über die Niederschlagung der Opposition auszutauschen“, so fasst Sonja Zerki diesen thematischen Aspekt des Buches zusammen.

## Stil
Wali selbst bezeichne Bagdad. Erinnerungen an eine Weltstadt als Sachbuch, doch habe hier wie in allen seinen Texten die literarische Fiktion ihren festen Platz: „Wo sich meine Biografie und die der Stadt kreuzen, da wird es sehr literarisch“, zitiert Judith Hoffmann in ihrer Rezension für den Österreichischen Rundfunk den Autor.
Die Schilderung der Postkarten und ihres Zusammenhangs mit der Landesgeschichte oder mit der eigenen Biografie wird als anschaulicher narrativer Faden eingesetzt, „um Orte und Episoden aus der Geschichte Bagdads zu beschreiben, aber auch die Erfahrungen einer jungen, lebenshungrigen Familie in einem sich rapide modernisierenden Land: Amerikanische Autos, Schallplatten, Kino, Fernsehen, Mode, das war es, was seine Eltern in den 1960er Jahren beschäftigte – nicht anders als in Europa“, stellt Christian H. Meier in seiner Rezension in der Neuen Zürcher Zeitung fest. Sprachlich wirke das aus dem Arabischen übersetzte Buch manchmal hölzern, wenn einerseits weitschweifig erzählt werde, andererseits lediglich Orte oder Personen aufgezählt würden. Dabei durchziehe eine Spannung von Zukunftserwartung und Nostalgie das Buch.
Chronologien seien Walis Sache nicht, meint Sonja Zerki in der Süddeutschen Zeitung, und manchmal bringe er „den Leser auf die Palme mit den wilden Sprüngen zwischen Jahrhunderten und Kontinenten, mit einem Wasserfall von Namen arabischer Gelehrter, allesamt wichtig und bedeutsam, aber in dieser Anzahl kaum zu bewältigen. Aber dann biegt er wieder in einen eleganten Erzählstrom ein, der politische Entwicklungen in den Besonderheiten der Stadt abliest.“ Manchmal verirre sich Wali eventuell zu sehr in seinen Beschreibungen, mäandere durch die Ereignisse und verliere sich in den Schilderungen, wie man es auch im Gassengewirr einer orientalischen Stadt könne, schreibt Katrin Krämer in ihrer Rezension für Radio Bremen.
Sigrid Brinkmann hingegen gelangt im Deutschlandfunk zu der Einschätzung, dass Wali brillante kulturgeschichtliche Kapitel und Elogen auf Dichter aus frühislamischer Zeit ebenso wie auf zeitgenössische Schriftsteller in den Fluss seiner Erzählung einwebt. Auf diese Weise entstehe ein erzählendes Sachbuches, das man ebenso gut als autobiographischen Künstlerroman lesen könne. Er mische „die heiteren Reminiszenzen an Buchläden, Clubs, Schriftstellercafés und geheime Liebesorte mit politischen Reflexionen und Rekursen auf die reiche Geistesgeschichte des Zweistromlandes.“

## Rezeption
Wali gelinge es, Topografie und Biografie ineinanderfliessen zu lassen. Er frage an einer Stelle, ob wir es sind, die die Orte entstehen lassen oder ob es eher die Orte sind, die uns schaffen, referiert Christian H. Meier. Allerdings funktioniere es nicht durchweg, linke Protestchronik, Bagdader Lokalgeschichte und persönliche Lebenserinnerungen miteinander zu verbinden, auch weil, so Meiers Einschätzung, dem deutschsprachigen Leser einiges unklar bleibe. Hierzulande fehle der Hallraum, auf den im arabischen Kulturkreis viele der historischen, politischen oder literarischen Verweise träfen. Meier vermutet, dass Wali andererseits die arabische Leserschaft mit einigen westlichen Autoren vertraut machen wolle und aus diesem Grund zwar in Bezug auf John Dos Passos, Annemarie Schwarzenbach oder Max Frisch eine Bagdad-Liebe postuliere, diese jedoch zu konstruiert wirke, so Meier.
Wer Bagdad lediglich als Hotspot von Terror und Krieg wahrnehme, bekomme mit diesem Buch eine Einladung zu einer Entdeckungsreise in eine Stadt, „die es so nicht mehr gibt und nie mehr geben wird“, denkt Katrin Krämer. Ingo Arend meint bei Deutschlandradio Kultur, Wali leiste hier nostalgiegesättigte Arbeit wie viele Exilanten, die eine Stadt verlassen mussten, die sie nie verlassen wollten. Der Autor erinnere damit auch an die vergessene Moderne eines Landes, das heute mit Gewalt, Fanatismus und Zerstörung assoziiert werde. So sei es kein Wunder, dass Najem Wali sein Leben der „Erfindung Bagdads“ gewidmet habe.
Am schönsten seien Najem Walis „Erinnerungen an eine Weltstadt“ „immer dort, wo beides zusammenfällt, das Heranwachsen eines jungen begabten Irakers, sein Ehrgeiz, auch seine Ahnungslosigkeit und die vielen irakischen Besonderheiten. Dann spürt man den Zauber jener Tage, als die europäische Kultur auf eine jahrtausendealte arabische Tradition traf, als etwas hätte beginnen können. Und dann endete“, formuliert es Sonja Zerki.

## Ausgaben
- (ar) Baghdād, sīrat madīna, Dār as-Sāqī, Beirut 2015, ISBN 9786144258088
- (de) Bagdad. Erinnerungen an eine Weltstadt, Inhaltsverzeichnis, Übersetzung aus dem Arabischen von Hartmut Fähndrich, Carl Hanser Verlag, München 2015, ISBN 978-3-446-24922-6